# Нажимські

Герб Доленга.

Нажи́мські гербу Доленга (пол. Narzymscy, Narzymski) — шляхетський рід Речі Посполитої. Представлений у Плоцькому воєводстві. Походить з села Нажим Дзялдовського повіту на кордоні Мазовії та Пруссії. Також — Наржимські, Наримські.

## Представники
- Якуб Флоріан Нажимський (1690–1759) — чернігівський воєвода